# Copa do Nordeste 2023
Die Copa do Nordeste 2023 war die 20. Austragung der Copa do Nordeste, eines regionalen Fußballpokalwettbewerbs in Brasilien, der vom nationalen Fußballverband CBF in Zusammenarbeit mit den Verbänden der teilnehmenden Bundesstaaten organisiert wurde. Es startete am 5. Januar 2023 mit der Qualifikationsrunde und endete mit dem Finalrückspiel am 3. Mai 2023. Der Turniersieger sicherte sich einen Startplatz in der dritten Runde des Copa do Brasil 2024.

## Modus
Das Turnier begann mit einer Qualifikationsrunde. Diese spielten in ausgelosten Begegnungen mit Hin- und Rückspiel die vier Klubs aus, welche in die Gruppenphase einziehen sollten.
An der Qualifikation nahmen 16 Klubs teil. Diese traten im K.-o.-System gegeneinander. Die Sieger der ersten Runde traten in der zweiten Qualifikation aufeinander. Die vier erfolgreichen Klubs zogen dann in die Gruppenphase ein. Diese wurden auf im K.-o.-System ermittelt.
In der Gruppenphasen trafen die 16 Teilnehmer in zwei Gruppen zu je acht Klubs aufeinander. In der Gruppe traten die Mannschaften einmal gegen jeden Klub aus der anderen Gruppe an. Die acht zogen in die zweite Runde ein. Diese wurde im Pokalmodus ab einem Viertelfinale ausgespielt. Die Partien wurden nicht ausgelost, sondern waren gesetzt. Viertel- und Halbfinale wurden in nur einem Spiel entschieden, das Finale mit Hin- und Rückspiel. Im Viertelfinale trafen erstmals die Klubs aus der jeweiligen Gruppe aufeinander. Der jeweilige Gruppenerste auf den Vierten und der Gruppenzweite auf den Dritten.

## Teilnehmer
Das Teilnehmerfeld bestand aus 28 Klubs. Diese kamen aus den Bundesstaaten Alagoas, Bahia, Ceará, Maranhão, Paraíba, Pernambuco, Piauí, Rio Grande do Norte und Sergipe.
Die Teilnehmer waren:
| Bundesstaat         | Klub                    | Qualifizierung                | Einstieg             |
| ------------------- | ----------------------- | ----------------------------- | -------------------- |
| Alagoas             | AS Arapiraquense        | Staatsmeisterschaft Rangliste | Qualifizierungsrunde |
| Alagoas             | CS Alagoano             | CBF-Rangliste                 | Qualifizierungsrunde |
| Alagoas             | Clube de Regatas Brasil | Staatsmeister 2022            | Gruppenphase         |
| Bahia               | Alagoinhas AC           | Staatsmeister 2022            | Gruppenphase         |
| Bahia               | EC Bahia                | CBF-Rangliste                 | Gruppenphase         |
| Bahia               | EC Jacuipense           | Staatsmeisterschaft Rangliste | Qualifizierungsrunde |
| Bahia               | EC Vitória              | CBF-Rangliste                 | Qualifizierungsrunde |
| Ceará               | Caucaia EC              | Staatsmeisterschaft Rangliste | Qualifizierungsrunde |
| Ceará               | Ceará SC                | CBF-Rangliste                 | Gruppenphase         |
| Ceará               | Ferroviário AC (CE)     | CBF-Rangliste                 | Qualifizierungsrunde |
| Ceará               | Fortaleza EC            | Staatsmeister 2022            | Gruppenphase         |
| Maranhão            | Cordino EC              | Staatsmeisterschaft Rangliste | Qualifizierungsrunde |
| Maranhão            | Moto Club de São Luís   | CBF-Rangliste                 | Qualifizierungsrunde |
| Maranhão            | Sampaio Corrêa FC       | Staatsmeister 2022            | Gruppenphase         |
| Paraíba             | Botafogo FC (PB)        | CBF-Rangliste                 | Qualifizierungsrunde |
| Paraíba             | Campinense Clube        | Staatsmeister 2022            | Gruppenphase         |
| Paraíba             | Sousa EC                | Staatsmeisterschaft Rangliste | Qualifizierungsrunde |
| Pernambuco          | Náutico Capibaribe      | Staatsmeister 2022            | Gruppenphase         |
| Pernambuco          | Retrô FC Brasil         | Staatsmeisterschaft Rangliste | Qualifizierungsrunde |
| Pernambuco          | Santa Cruz FC           | CBF-Rangliste                 | Qualifizierungsrunde |
| Pernambuco          | Sport Recife            | CBF-Rangliste                 | Gruppenphase         |
| Piauí               | AA Altos                | CBF-Rangliste                 | Qualifizierungsrunde |
| Piauí               | Fluminense EC           | Staatsmeister 2022            | Gruppenphase         |
| Rio Grande do Norte | ABC Natal               | Staatsmeister 2022            | Gruppenphase         |
| Rio Grande do Norte | América FC (RN)         | CBF-Rangliste                 | Qualifizierungsrunde |
| Rio Grande do Norte | ACD Potiguar            | Staatsmeisterschaft Rangliste | Qualifizierungsrunde |
| Sergipe             | AD Confiança            | CBF-Rangliste                 | Qualifizierungsrunde |
| Sergipe             | CS Sergipe              | Staatsmeister 2022            | Gruppenphase         |

## Qualifizierungsrunde

### 1. Runde
| Datum |                     | Ergebnis              |                       | Austragungsort (Zuschauer) |
| ----- | ------------------- | --------------------- | --------------------- | -------------------------- |
| 5.1.  | EC Vitória          | 2:1 (1:1)             | Cordino EC            | Barradão (10.832)          |
| 5.1.  | AD Confiança        | 1:0 (1:0)             | Sousa EC              | Batistão (3.047)           |
| 5.1.  | Ferroviário AC (CE) | 1:1 (1:1) (4:3 i. E.) | AS Arapiraquense      | PV (2.963)                 |
| 5.1.  | América FC (RN)     | 5:0 (3:0)             | Moto Club de São Luís | Arena das Dunas (9.119)    |
| 5.1.  | CS Alagoano         | 2:1 (0:0)             | ACD Potiguar          | Gerson Amaral (1.682)      |
| 5.1.  | EC Jacuipense       | 4:1 (2:0)             | AA Altos              | Valfredão (1.500)          |
| 5.1.  | Botafogo FC (PB)    | 0:0 (3:1 i. E.)       | Retrô FC Brasil       | Almeidão (3.456)           |
| 5.1.  | Santa Cruz FC       | 2:0 (0:0)             | Caucaia EC            | Arrudão (100)              |

### 2. Runde
| Datum |               | Ergebnis        |                     | Austragungsort (Zuschauer) |
| ----- | ------------- | --------------- | ------------------- | -------------------------- |
| 8.1.  | CS Alagoano   | 0:0 (5:4 i. E.) | América FC (RN)     | Gerson Amaral (1.573)      |
| 8.1.  | AD Confiança  | 0:0 (4:5 i. E.) | Ferroviário AC (CE) | Batistão (2.874)           |
| 8.1.  | EC Vitória    | 1:0 (1:0)       | EC Jacuipense       | Barradão (11.760)          |
| 8.1.  | Santa Cruz FC | 2:1 (1:1)       | Botafogo FC (PB)    | Arrudão (121)              |

## Gruppenphase
Für die Zuordnung der direkt qualifizierten Teilnehmer zu den Gruppen wurden drei Lostöpfe gebildet. Die Teilnehmer wurden in der Reihenfolge ihres Rankings beim CBF zugeordnet. Die Auslosung der Gruppenzuordnung fand am 21. Dezember 2022 statt.
Die Teilnehmer aus der Vorrunde wurden in die Gruppen gesetzt und nicht gelost.
| Topf A            | Topf B                       | Topf C                |
| ----------------- | ---------------------------- | --------------------- |
| Fortaleza EC (11) | Clube de Regatas Brasil (28) | Campinense Clube (72) |
| EC Bahia (12)     | Sampaio Corrêa FC (32)       | CS Sergipe (90)       |
| Ceará SC (13)     | Náutico Capibaribe (38)      | Alagoinhas AC (97)    |
| Sport Recife (21) | ABC Natal (39)               | Fluminense EC (-)     |

### Gruppe A
| Pl. | Verein                  | Sp. | S | U | N | Tore    | Diff. | Punkte |
| --- | ----------------------- | --- | - | - | - | ------- | ----- | ------ |
| 1.  | Sport Recife            | 8   | 6 | 1 | 1 | 019:500 | +14   | 19     |
| 2.  | Fortaleza EC            | 8   | 6 | 0 | 2 | 015:500 | +10   | 18     |
| 3.  | Ferroviário AC (CE)     | 8   | 3 | 4 | 1 | 015:110 | +4    | 13     |
| 4.  | Clube de Regatas Brasil | 8   | 3 | 4 | 1 | 007:700 | ±0    | 13     |
| 5.  | Sampaio Corrêa FC       | 8   | 2 | 3 | 3 | 007:110 | −4    | 09     |
| 6.  | Alagoinhas AC           | 8   | 2 | 0 | 6 | 006:160 | −10   | 06     |
| 7.  | EC Vitória              | 8   | 1 | 3 | 4 | 010:130 | −3    | 06     |
| 8.  | Fluminense EC           | 8   | 0 | 3 | 5 | 007:140 | −7    | 03     |

### Gruppe B
| Pl. | Verein             | Sp. | S | U | N | Tore    | Diff. | Punkte |
| --- | ------------------ | --- | - | - | - | ------- | ----- | ------ |
| 1.  | Ceará SC           | 8   | 5 | 1 | 2 | 016:110 | +5    | 16     |
| 2.  | ABC Natal          | 8   | 4 | 2 | 2 | 013:600 | +7    | 14     |
| 3.  | Náutico Capibaribe | 8   | 4 | 1 | 3 | 012:110 | +1    | 13     |
| 4.  | CS Sergipe         | 8   | 3 | 2 | 3 | 012:800 | +4    | 11     |
| 5.  | Santa Cruz FC      | 8   | 2 | 3 | 3 | 010:130 | −3    | 09     |
| 6.  | EC Bahia           | 8   | 2 | 3 | 3 | 009:150 | −6    | 09     |
| 7.  | Campinense Clube   | 8   | 2 | 2 | 4 | 008:120 | −4    | 08     |
| 8.  | CS Alagoano        | 8   | 1 | 4 | 3 | 006:100 | −4    | 07     |

### Gruppenspiele
| 21. Januar              |           |                    |                         |
| Fluminense EC           | 0:0       | CS Alagoano        | Lindolfinho (850)       |
| EC Vitória              | 1:1 (0:0) | Santa Cruz FC      | Barradão (7.282)        |
| Fortaleza EC            | 2:0 (1:0) | Campinense Clube   | PV (14.779)             |
| Sport Recife            | 2:0 (0:0) | ABC Natal          | Ilha do Retiro (10.253) |
| 22. Januar              |           |                    |                         |
| Clube de Regatas Brasil | 1:0 (0:0) | CS Sergipe         | Trapichão (5.596)       |
| Alagoinhas AC           | 0:1 (0:0) | Náutico Capibaribe | Carneirão (3.006)       |
| Ferroviário AC (CE)     | 3:0 (2:0) | Ceará SC           | PV (12.905)             |
| Sampaio Corrêa FC       | 1:0 (1:0) | EC Bahia           | Castelão (MA) (2.734)   |

| 4. Februar         |           |                         |                     |
| Náutico Capibaribe | 2:2 (1:0) | Clube de Regatas Brasil | Aflitos (5.642)     |
| Ceará SC           | 2:0 (1:0) | Sampaio Corrêa FC       | PV (7.766)          |
| ABC Natal          | 2:0 (1:0) | Fortaleza EC            | Frasqueirão (7.533) |
| EC Bahia           | 2:2 (0:0) | Ferroviário AC (CE)     | Fonte Nova (25.885) |
| 5. Februar         |           |                         |                     |
| CS Sergipe         | 4:0 (3:0) | Alagoinhas AC           | Batistão (1.524)    |
| CS Alagoano        | 3:1 (2:1) | EC Vitória              | Trapichão (3.477)   |
| Campinense Clube   | 0:2 (0:1) | Sport Recife            | O Amigão (7.010)    |
| Santa Cruz FC      | 2:2 (1:1) | Fluminense EC           | Arrudão (6.686)     |

| 14. Februar        |           |                         |                     |
| Campinense Clube   | 0:0       | Clube de Regatas Brasil | O Amigão (5.806)    |
| Santa Cruz FC      | 2:1 (2:1) | Alagoinhas AC           | Arrudão (5.794)     |
| CS Alagoano        | 1:1 (0:0) | Ferroviário AC (CE)     | Trapichão (3.327)   |
| Ceará SC           | 3:2 (2:1) | Sport Recife            | PV (13.376)         |
| EC Bahia           | 0:3 (0:3) | Fortaleza EC            | Fonte Nova (27.262) |
| 15. Februar        |           |                         |                     |
| CS Sergipe         | 2:1 (0:0) | EC Vitória              | Batistão (2.218)    |
| ABC Natal          | 2:0 (1:0) | Sampaio Corrêa FC       | Frasqueirão (4.892) |
| Náutico Capibaribe | 2:0 (2:0) | Fluminense EC           | Aflitos (3.729)     |

| 17. Februar             |           |                    |                           |
| Clube de Regatas Brasil | 1:1 (0:0) | Ceará SC           | Trapichão (4.979)         |
| Fortaleza EC            | 3:0 (1:0) | CS Alagoano        | PV (12.341)               |
| Alagoinhas AC           | 1:2 (1:2) | EC Bahia           | Carneirão (5.510)         |
| 18. Februar             |           |                    |                           |
| Fluminense EC           | 1:2 (0:2) | Campinense Clube   | Lindolfinho (630)         |
| Ferroviário AC (CE)     | 0:0       | CS Sergipe         | PV (1.356)                |
| EC Vitória              | 1:1 (0:0) | ABC Natal          | Barradão (3.810)          |
| Sampaio Corrêa FC       | 1:0 (0:0) | Náutico Capibaribe | Castelão (MA) (1.534)     |
| Sport Recife            | 0:0       | Santa Cruz FC      | Arena Pernambuco (27.502) |

| 26. Januar              |           |                    |                        |
| Fortaleza EC            | 1:0 (1:0) | CS Sergipe         | PV (13.530)            |
| 22. Februar             |           |                    |                        |
| Sampaio Corrêa FC       | 1:1 (1:0) | CS Alagoano        | Castelão (MA) (744)    |
| Clube de Regatas Brasil | 2:1 (2:0) | Santa Cruz FC      | Trapichão (4.983)      |
| Ferroviário AC (CE)     | 2:2 (1:0) | ABC Natal          | PV (1.164)             |
| Fluminense EC           | 2:5 (0:3) | Ceará SC           | Lindolfinho (960)      |
| Sport Recife            | 6:0 (3:0) | EC Bahia           | Ilha do Retiro (9.709) |
| 23. Februar             |           |                    |                        |
| EC Vitória              | 2:3 (2:1) | Náutico Capibaribe | Barradão (4.357)       |
| Alagoinhas AC           | 2:1 (1:1) | Campinense Clube   | Carneirão (2.920)      |

| 4. März            |           |                         |                        |
| CS Alagoano        | 0:0       | Clube de Regatas Brasil | Trapichão (7.266)      |
| Campinense Clube   | 2:3 (1:1) | Ferroviário AC (CE)     | O Amigão (2.656)       |
| Náutico Capibaribe | 0:2 (0:0) | Sport Recife            | Aflitos (7.394)        |
| ABC Natal          | 3:0 (3:0) | Alagoinhas AC           | Frasqueirão (6.385)    |
| 5. März            |           |                         |                        |
| CS Sergipe         | 3:1 (1:1) | Fluminense EC           | Batistão (2.042)       |
| EC Bahia           | 1:1 (1:1) | EC Vitória              | Fonte Nova (42.777)    |
| Ceará SC           | 2:0 (2:0) | Fortaleza EC            | Castelão (CE) (36.567) |
| Santa Cruz FC      | 3:1 (1:0) | Sampaio Corrêa FC       | Arrudão (16.212)       |

| 26. Februar             |           |                    |                        |
| Fortaleza EC            | 2:1 (2:0) | Náutico Capibaribe | PV (11.219)            |
| 7. März                 |           |                    |                        |
| Alagoinhas AC           | 1:0 (0:0) | CS Alagoano        | Carneirão (1.128)      |
| Clube de Regatas Brasil | 1:0 (0:0) | ABC Natal          | Trapichão (5.117)      |
| 8. März                 |           |                    |                        |
| Sampaio Corrêa FC       | 1:1 (0:0) | Campinense Clube   | Castelão (MA) (930)    |
| Ferroviário AC (CE)     | 2:1 (0:1) | Santa Cruz FC      | PV (3.127)             |
| EC Vitória              | 2:0 (1:0) | Ceará SC           | Barradão (1.899)       |
| Sport Recife            | 2:1 (1:0) | CS Sergipe         | Ilha do Retiro (8.616) |
| 14. März                |           |                    |                        |
| Fluminense EC           | 1:1 (0:0) | EC Bahia           | Lindolfinho (1.000)    |

| 22. März           |           |                         |                    |
| Campinense Clube   | 2:1 (1:0) | EC Vitória              | O Amigão (2.175)   |
| ABC Natal          | 3:0 (0:0) | Fluminense EC           | Frasqueirão        |
| CS Alagoano        | 1:3 (1:1) | Sport Recife            | Trapichão (1.966)  |
| Santa Cruz FC      | 0:4 (0:1) | Fortaleza EC            | Arrudão (9.018)    |
| EC Bahia           | 3:0 (2:0) | Clube de Regatas Brasil | Fonte Nova (4.313) |
| CS Sergipe         | 2:2 (0:1) | Sampaio Corrêa FC       | Batistão (2.790)   |
| Náutico Capibaribe | 3:2 (2:0) | Ferroviário AC (CE)     | Aflitos (5.348)    |
| Ceará SC           | 3:1 (1:0) | Alagoinhas AC           | PV (6.284)         |

## Finalrunde

### Turnierplan
| Viertelfinale | Viertelfinale | Viertelfinale |           |           | Halbfinale | Halbfinale | Halbfinale |  |  | Finale | Finale | Finale |
|               |               |               |           |           |            |            |            |  |  |        |        |        |
| A2            | Fortaleza     | 4             |           |           |            |            |            |  |  |        |        |        |
| A3            | Ferroviário   | 0             |           |           |            |            |            |  |  |        |        |        |
| A3            | Ferroviário   | 0             |           | Fortaleza | 2          |            |            |  |  |        |        |        |
|               |               |               |           | Fortaleza | 2          |            |            |  |  |        |        |        |
|               |               | Ceará         | 3         |           |            |            |            |  |  |        |        |        |
| B1            | Ceará         | Ceará         | 3         | 3         |            |            |            |  |  |        |        |        |
| B1            | Ceará         |               |           |           |            |            |            |  |  |        |        |        |
| B4            | Sergipe       | 1             |           |           |            |            |            |  |  |        |        |        |
| B4            | Sergipe       | 1             |           | Ceará     | 2 / 0 (4)  |            |            |  |  |        |        |        |
|               |               |               |           | Ceará     | 2 / 0 (4)  |            |            |  |  |        |        |        |
|               |               | Sport         | 1 / 1 (2) |           |            |            |            |  |  |        |        |        |
| A1            | Sport         | Sport         | 1 / 1 (2) | 4         |            |            |            |  |  |        |        |        |
| A1            | Sport         |               |           |           |            |            |            |  |  |        |        |        |
| A4            | CRB           | 0             |           |           |            |            |            |  |  |        |        |        |
| A4            | CRB           | 0             |           | Sport     | 1          |            |            |  |  |        |        |        |
|               |               |               |           | Sport     | 1          |            |            |  |  |        |        |        |
|               |               | ABC           | 0         |           |            |            |            |  |  |        |        |        |
| B2            | ABC           | ABC           | 0         | 3         |            |            |            |  |  |        |        |        |
| B2            | ABC           |               |           |           |            |            |            |  |  |        |        |        |
| B3            | Náutico       | 1             |           |           |            |            |            |  |  |        |        |        |

### Viertelfinale
| Datum    |              | Ergebnis  |                         | Stadion (Zuschauer)     |
| -------- | ------------ | --------- | ----------------------- | ----------------------- |
| 25. März | Fortaleza EC | 4:0 (1:1) | Ferroviário AC (CE)     | Castelão (CE) (22.647)  |
| 26. März | ABC Natal    | 3:1 (2:0) | Náutico Capibaribe      | Frasqueirão             |
| 26. März | Sport Recife | 4:0 (1:0) | Clube de Regatas Brasil | Ilha do Retiro (25.008) |
| 26. März | Ceará SC     | 3:1 (2:1) | CS Sergipe              | Castelão (CE) (18.399)  |

### Halbfinale
| Datum    |              | Ergebnis  |           | Stadion (Zuschauer)     |
| -------- | ------------ | --------- | --------- | ----------------------- |
| 29. März | Fortaleza EC | 2:3 (1:2) | Ceará SC  | Castelão (CE) (31.929)  |
| 30. März | Sport Recife | 1:0 (1:0) | ABC Natal | Ilha do Retiro (26.189) |

### Finale

#### Hinspiel
| Ceará SC                                                       | Ceará SC | Sport Recife | Sport Recife |
| -------------------------------------------------------------- | --- | --- | ------------ |
| Ceará SC                                                       | \| 19. April 2023 in Fortaleza (Castelão (CE)) \| \| Ergebnis: 2:1 (2:0) \| \| Zuschauer: 59.899 \| \| Schiedsrichter: Caio Max Augusto Vieira ( Rio Grande do Norte) \| \| Spielbericht \| | \| 19. April 2023 in Fortaleza (Castelão (CE)) \| \| Ergebnis: 2:1 (2:0) \| \| Zuschauer: 59.899 \| \| Schiedsrichter: Caio Max Augusto Vieira ( Rio Grande do Norte) \| \| Spielbericht \| | Sport Recife |
| Ceará SC                                                       | Richard Goleiro, Tiago Pagnussat, Richardson, Arthur Rezende 80., Erick Arruda, Luiz Otávio 80., Warley 71., Willian Formiga, Vitor Gabriel, Janderson 1' 86., Guilherme Castilho 80. Reserve Alfredo Aguilar, David Ricardo 80., Jean Carlos, Chay 80., Gabriel Santos, Hygor Cléber, Álvaro Vieira, Léo Rafael 86., Michel Macedo 71., Henrique Luvannor, Willian Maranhão 80. Cheftrainer: Gustavo Morínigo | Renan, Ronaldo Henrique 46., Fabinho, Vágner Love, Jorginho 58., Edinho 46., Rafael Thyere, Igor Carius 78., Eduardo 65., José Sabino, Luciano Juba Reserve Jordan Esteves, Ewerthon 65., Felipinho 78., Matheus Vargas 58., Renzo Azevedo, Kayke Rodrigues, Facundo Labandeira 46., Chico, Fabio Matheus, Pedro Martins 46., Wanderson, Negueba Cheftrainer: Enderson Moreira | Sport Recife |
| Ceará SC                                                       | 1:0 Castilho (1.) 2:0 Vitor Gabriel (45.+1') | 2:1 David Ricardo (90.+7', Eigentor) | Sport Recife |
| Ceará SC                                                       | Rezende (37.), Morínigo (70.), Chay (90.+4') | Ronaldo Henrique (44.), Eduardo (55.), Vargas (64.) | Sport Recife |
| 19. April 2023 in Fortaleza (Castelão (CE))                    | | |              |
| Ergebnis: 2:1 (2:0)                                            | | |              |
| Zuschauer: 59.899                                              | | |              |
| Schiedsrichter: Caio Max Augusto Vieira ( Rio Grande do Norte) | | |              |
| Spielbericht                                                   | | |              |

#### Rückspiel
| Sport Recife                                              | Sport Recife | Ceará SC | Ceará SC |
| --------------------------------------------------------- | --- | --- | -------- |
| Sport Recife                                              | \| 3. Mai 2023 in Recife (Arena Pernambuco) \| \| Ergebnis: 1:0 (1:0), 2:4 i. E. \| \| Zuschauer: 26.345 \| \| Schiedsrichter: Denis da Silva Ribeiro Serafim ( Alagoas) \| \| Spielbericht \| | \| 3. Mai 2023 in Recife (Arena Pernambuco) \| \| Ergebnis: 1:0 (1:0), 2:4 i. E. \| \| Zuschauer: 26.345 \| \| Schiedsrichter: Denis da Silva Ribeiro Serafim ( Alagoas) \| \| Spielbericht \| | Ceará SC |
| Sport Recife                                              | Renan, Ewerthon, Ronaldo Henrique 82., Fabinho, Vágner Love, Jorginho 73., Edinho 68., Rafael Thyere 82., Igor Carius 68., José Sabino, Luciano Juba Reserve Jordan Esteves, Felipinho 68., Matheus Vargas, Renzo Azevedo, Kayke Rodrigues, Helber Italo, Chico 82., Fabio Matheus, Pedro Martins 82., Juan Xavier, Wanderson 68., Negueba 73. Cheftrainer: Enderson Moreira | Richard Goleiro, Tiago Pagnussat, Richardson, Arthur Rezende 46., Erick Arruda, Luiz Otávio, Warley 77., Willian Formiga 20., Vitor Gabriel 61., Janderson 77., Guilherme Castilho Reserve Alfredo Aguilar, David Ricardo, Caíque, Jean Carlos 46., Chay 77., Gabriel Santos, Danilo 20., Hygor Cléber, Álvaro Vieira, Michel Macedo 77., Henrique Luvannor 61., Willian Maranhão Cheftrainer: Eduardo Barroca | Ceará SC |
| Sport Recife                                              | 1:0 Luciano Juba (26.) | | Ceará SC |
| Sport Recife                                              | Elfmeterschießen | | Ceará SC |
| Sport Recife                                              | Luciano Juba 1:2 Vágner Love 2:2 Sabino Santos | 0:1 Danilo 0:2 Jean Carlos Castilho 2:3 Luvannor 2:4 Arruda | Ceará SC |
| Sport Recife                                              | Igor Carius (24), Ronaldo Henrique (30.) | Janderson (10.), Danilo (27.), Vitor Gabriel (30.), Richard Goleiro (75.) | Ceará SC |
| Sport Recife                                              | Trainer Gustavo Morínigo war am 24. April wegen schlechter Resultate in der Série B 2023 entlassen worden. | | Ceará SC |
| 3. Mai 2023 in Recife (Arena Pernambuco)                  | | |          |
| Ergebnis: 1:0 (1:0), 2:4 i. E.                            | | |          |
| Zuschauer: 26.345                                         | | |          |
| Schiedsrichter: Denis da Silva Ribeiro Serafim ( Alagoas) | | |          |
| Spielbericht                                              | | |          |

## Torschützenliste
| Pl. | Nat.        | Spieler            | Klub                | Tore |
| --- | ----------- | ------------------ | ------------------- | ---- |
| 1   | Argentinier | Juan Martín Lucero | Fortaleza EC        | 6    |
|     | Brasilianer | Luciano Juba       | Sport Recife        | 6    |
| 3   | Brasilianer | Erick Pulga        | Ferroviário AC (CE) | 5    |
|     | Brasilianer | Erick Arruda       | Ceará SC            | 5    |
|     | Brasilianer | Vágner Love        | Sport Recife        | 5    |

## Mannschaft des Turniers
Am Ende der Meisterschaft wurde die Mannschaft des Turniers gewählt. Dieses waren:
- Tor: Richard Goleiro (Ceará SC)
- Abwehr: Warley (Ceará SC), José Sabino (Sport Recife), Rafael Thyere (Sport Recife), Igor Carius (Sport Recife)
- Mittelfeld: Arthur Rezende (Ceará SC), Richardson (Ceará SC), Guilherme Castilho (Ceará SC)
- Angriff: Erick Arruda (Ceará SC), Vágner Love (Sport Recife), Luciano Juba (Sport Recife)
- Trainer: Enderson Moreira (Sport Recife)